# Rita Zeqiri
Rita Zeqiri (ur. 8 grudnia 1995 w Prisztinie) – kosowska pływaczka specjalizująca się w stylu grzbietowym. Olimpijka.
W 2015 roku Zeqiri wzięła udział w mistrzostwach świata, gdzie zajęła 46. pozycję w konkurencji 50 m stylem grzbietowym, odpadając w eliminacjach. Rok później wystartowała w mistrzostwach Europy – na 50 m stylem grzbietowym była 42., a na 2 razy dłuższym dystansie uplasowała się na 47. miejscu. W 2016 roku znalazła się także w składzie reprezentacji Kosowa na Letnie Igrzyska Olimpijskie 2016, gdzie wystartowała w konkurencji 100 m stylem grzbietowym, plasując się w eliminacjach na 34. pozycji.
Wielokrotna mistrzyni Kosowa.